# Zhou Shen
Zhou Shen (chinês: 周深, pinyin: Zhōu Shēn; Shaoyang, 29 de setembro de 1992), também conhecido como Charlie Zhou, é um cantor chinês. Iniciou sua carreira no The Voice of China, em 2014.

## Vida Pessoal
Zhou estudou Bel canto no Conservatório Nacional de Lviv, na Ucrânia, com especialização como tenor.

## Carreira Musical
Zhou participou da terceira temporada do programa The Voice of China.
Em 06 de novembro de 2017, Zhou Shen lançou seu primeiro álbum, 深 的 深 (pinyin: Shēn de shēn, lit. ‘Fundo Fundo’), uma co-criação com o produtor Gao Xiaosong, o compositor Yin Yue e o compositor Qian Lei.

## Discografia

### Álbuns
| Ano  | Título | Ref         |
| ---- | ------ | ----------- |
| 2017 | 深的深 | [ 5 ] [ 4 ] |

### Single
| Ano  | Título               | Ref         |
| ---- | -------------------- | ----------- |
| 2021 | 好好生活就是美好生活 | [ 6 ] [ 7 ] |

### Trilha Sonora
| Ano  | Título                                  | Álbum                                          | Notas/Ref                             |
| ---- | --------------------------------------- | ---------------------------------------------- | ------------------------------------- |
| 2019 | 荒城渡 Passing by the Deserted City     | Trilha Sonora de The Untamed                   | [ 8 ]                                 |
| 2021 | 以无旁骛之吻 Undisturbed Kiss           | Trilha Sonora de Novolândia: Eclipse de Pérola | [ 9 ] [ 10 ] [ 11 ]                   |
| 2021 | 借给我一盒火柴 Lend Me A Box of Matches | Trilha Sonora de Ebola Fighters                | EP com quadro versões da música tema. |